# Pallacanestro Trapani 2014-2015
Questa voce raccoglie le informazioni riguardanti la Pallacanestro Trapani nelle competizioni ufficiali della stagione 2014-2015.

## Verdetti stagionali
Competizioni nazionali
- Serie A2 Gold

stagione regolare: 10ª su 14 squadre (11-15);

## Stagione
La stagione 2014-2015 della Pallacanestro Trapani è la 9ª in seconda serie, la Serie A2 Gold.
Sponsorizzata Lighthouse, la società trapanese conferma Lino Lardo come coach ed accoglie come nuovo Direttore sportivo Julio Trovato proveniente da Torino.

## Divise di gioco
Il fornitore ufficiale di materiale tecnico per la stagione 2014-2015 è Spalding.
| Casa | Trasferta |

## Organigramma societario
Area dirigenziale
- Presidente: Pietro Basciano
- Direttore Sportivo: Julio Trovato
- Direttore amministrativo: Stefano Di Bono
- Responsabile relazioni esterne: Andrea Burgarella
- Responsabile Commerciale: Andrea Agazzani
- Team Manager: Nicolò Basciano
- Segretario : Luca Lazzarone
- Responsabile Biglietteria & Abbonamenti': Anna Basciano
- Responsabile Logistico : Francesco Cavarretta
- Addetto stampa: Fabio Tartamella

Area tecnica
- Allenatore: Lino Lardo
- Assistente: Giacomo Genovese
- Assistente: Fabrizio Canella
- Medico sociale: Diego Casano
- Preparatore atletico: Salvatore Poma
- Massofisioterapista: Walter Stabile

## Roster
| Pallacanestro Trapani 2014-2015 | Pallacanestro Trapani 2014-2015 |
| Giocatori                       | Staff tecnico                   |
| ------------------------------- | ------------------------------- |

| N. | Naz.                   | Ruolo | Nome                        | Anno | Alt.   | Peso   |  |
| -- | ---------------------- | ----- | --------------------------- | ---- | ------ | ------ |  |
| 5  | Italia (bandiera)      | C     | Andrea Renzi                | 1989 | 206 cm | 110 kg |  |
| 6  | Italia (bandiera)      | P     | Guido Meini                 | 1979 | 188 cm | 81 kg  |  |
| 8  | Italia (bandiera)      | G     | Giangiacomo De Vincenzo     | 1994 | 190 cm |        |  |
| 11 | Italia (bandiera)      | AC    | Patrick Baldassarre         | 1986 | 200 cm | 95 kg  |  |
| 13 | Italia (bandiera)      | P     | Stefano Bossi               | 1994 | 185 cm | 80 kg  |  |
| 15 | Italia (bandiera)      | A     | Emanuele Urbani             | 1993 | 205 cm |        |  |
| 18 | Italia (bandiera)      | A     | Gabriele Longo              | 1997 | 196 cm |        |  |
| 20 | Stati Uniti (bandiera) | G     | T.J. Bray                   | 1992 | 197 cm | 86 kg  |  |
| 21 | Italia (bandiera)      | GA    | Giancarlo Ferrero (C)       | 1988 | 195 cm | 92 kg  |  |
| 24 | Italia (bandiera)      | P     | Riccardo Felice             | 1995 | 184 cm |        |  |
| 25 | Italia (bandiera)      | G     | Giorgio Massa               | 1996 | 183 cm |        |  |
| 33 | Stati Uniti (bandiera) | G     | Alex Legion (dal 4/12/2014) | 1988 | 196 cm | 91 kg  |  |

| Allenatore                                                                             |
| Lino Lardo                                                                             |
| Assistente/i                                                                           |
| Giacomo Genovese Fabrizio Canella Legenda - (C) Capitano - (IN) Inattivo - Infortunato |

## Mercato

### Sessione estiva
| Arrivi | Arrivi                  | Arrivi           | Arrivi     |
| R      | Nome                    | da               | Modalità   |
| ------ | ----------------------- | ---------------- | ---------- |
| P      | Guido Meini             | Pistoia Basket   | definitivo |
| G      | Giangiacomo De Vincenzo | Lanciano Basket  | definitivo |
| A      | Chris Evans             | Aries Trikala    | definitivo |
| G      | T.J. Bray               | Princeton Tigers | definitivo |
| AC     | Francesco Conti         | Affrico Firenze  | definitivo |
| A      | Emanuele Urbani         | Pall. Trieste    | definitivo |

| Partenze | Partenze           | Partenze           | Partenze       |
| R        | Nome               | a                  | Modalità       |
| -------- | ------------------ | ------------------ | -------------- |
| P        | Kelvin Parker      | El Jaish Doha      | Fine contratto |
| G        | Rob Lowery         | Koroivos Amaliadas | Fine contratto |
| C        | Luca Ianes         | Latina Basket      | Fine contratto |
| A        | Nelson Rizzitiello | N. Aquila Palermo  | definitivo     |
| G        | Lorenzo Bartoli    | Olimpia Milano     | fine prestito  |
| AC       | Alessandro Tabbi   | Palestrina         | fine prestito  |
| AC       | Mario Vallone      | Virtus Alcamo      | fine prestito  |

### Dopo l'inizio della stagione
| Arrivi | Arrivi      | Arrivi         | Arrivi     |
| R      | Nome        | da             | Modalità   |
| ------ | ----------- | -------------- | ---------- |
| G      | Alex Legion | Sagesse Beirut | Definitivo |

| Partenze | Partenze        | Partenze   | Partenze              |
| R        | Nome            | a          | Modalità              |
| -------- | --------------- | ---------- | --------------------- |
| A        | Chris Evans     | Svincolato | Risoluzione contratto |
| C        | Francesco Conti | Svincolato | Risoluzione contratto |

## Risultati

### Campionato

#### Girone di andata
| Arbitri: | Enrico Bartoli (Trieste) Paolo Cherbaucich (Trieste) Luca Maffei (Preganziol) |

|                |            |                |
| Baldassarre 21 | Punti      | 20 Rullo       |
| Meini 10       | Assist     | 6 Fultz        |
| Baldassarre 9  | Rimbalzi   | 4 Fultz, Landi |
| Lino Lardo     | Allenatori | Alberto Morea  |

| Arbitri: | Roberto Materdomini (Grottaglie) Sergio Noce (Latina) Paolo Lestingi (Anzio) |

|                    |            |               |
| Thomas 20          | Punti      | 19 Renzi      |
| Starks 6           | Assist     | 3 Meini       |
| Biligha, Pierich 6 | Rimbalzi   | 9 Baldassarre |
| Franco Gramenzi    | Allenatori | Lino Lardo    |

| Arbitri: | Andrea Masi (Firenze) Vincenzo Volpe (Savona) Leonardo Solfanelli (Livorno) |

|                     |            |               |
| Evans 20            | Punti      | 20 Mancinelli |
| Bray 5              | Assist     | 2 Lewis       |
| Baldassarre, Bray 6 | Rimbalzi   | 7 Mancinelli  |
| Lino Lardo          | Allenatori | Luca Bechi    |

| Arbitri: | Christian Borgo (Dueville) Pasquale Pecorella (Trani) Michele Capurro (Reggio Calabria) |

|                    |            |               |
| Monroe 20          | Punti      | 15 Evans      |
| De Nicolao 7       | Assist     | 3 Baldassarre |
| Monroe 17          | Rimbalzi   | 8 Baldassarre |
| Alessandro Ramagli | Allenatori | Lino Lardo    |

| Arbitri: | Eduardo Ciano (Vicopisano) Riccardo Bianchini (Bagno a Ripoli) Umberto Talloni (Bologna) |

|                     |            |            |
| Legion 28           | Punti      | 18 Evans   |
| Savoldelli 3        | Assist     | 3 Evans    |
| Legion 7            | Rimbalzi   | 10 Evans   |
| Germano D'Arcangeli | Allenatori | Lino Lardo |

| Arbitri: | Matteo Boninsegna (Paderno Dugnano) Marco Marton (Conegliano) Marco Pierantozzi (Ascoli Piceno) |

|                |            |                   |
| Baldassarre 23 | Punti      | 21 Tonut          |
| Evans 4        | Assist     | 3 Grayson         |
| Baldassarre 10 | Rimbalzi   | 12 Holloway       |
| Lino Lardo     | Allenatori | Eugenio Dalmasson |

| Arbitri: | Mauro Moretti (Marsciano) Alessandro Buttinelli (Roma) Valerio Salustri (Roma) |

|                 |            |               |
| Chiarastella 12 | Punti      | 17 Bray       |
| Piazza 6        | Assist     | 2 Bray, Renzi |
| Chiarastella 11 | Rimbalzi   | 12 Renzi      |
| Franco Ciani    | Allenatori | Lino Lardo    |

| Arbitri: | Stefano Ursi (Livorno) Angelo Valerio Bramante (San Martino Buon Albergo) Gabriele Gragno (Spresiano) |

|                |            |                    |
| Baldassarre 22 | Punti      | 21 Abbott, Žižić   |
| Meini 5        | Assist     | 5 Bečirovič        |
| Baldassarre 12 | Rimbalzi   | 9 Žižić            |
| Lino Lardo     | Allenatori | Alessandro Finelli |

| Arbitri: | Nicola Beneduce (Caserta) Mauro Belfiore (Napoli) Davide Scudiero (Milano) |

|                      |            |            |
| Shepherd 25          | Punti      | 23 Renzi   |
| Da Ros, Kelley 4     | Assist     | 8 Bray     |
| Shepherd 12          | Rimbalzi   | 8 Renzi    |
| Giovanni Perdichizzi | Allenatori | Lino Lardo |

| Arbitri: | Alberto Maria Scrima (Catanzaro) Calogero Cappello (Porto Empedocle) Stefano Wassermann (Pordenone) |

|            |            |                 |
| Renzi 26   | Punti      | 26 Tomassini    |
| Bray 4     | Assist     | 4 Tomassini     |
| Meini 9    | Rimbalzi   | 7 Marshall      |
| Lino Lardo | Allenatori | Marco Ramondino |

| Arbitri: | Antonio Migotto (San Stino di Livenza) Luca Bonfante (Lonigo) Roberto Radaelli (Rho) |

|                                     |            |               |
| Legion 28                           | Punti      | 32 Brkic      |
| Baldassarre, Bray, Ferrero, Meini 2 | Assist     | 5 Jackson     |
| Meini, Renzi 6                      | Rimbalzi   | 10 Jackson    |
| Lino Lardo                          | Allenatori | Marco Calvani |

| Arbitri: | Gianluca Gagliardi (Anagni) Alessio Fabiani (Altopascio) Valerio Grigioni (Roma) |

|                    |            |                      |
| Lombardi 21        | Punti      | 30 Legion            |
| Raymond, Voskuil 3 | Assist     | 3 Baldassarre, Bossi |
| Raymond 7          | Rimbalzi   | 12 Baldassarre       |
| Fabio Corbani      | Allenatori | Lino Lardo           |

| Arbitri: | Mauro Moretti (Marsciano) Angelo Caforio (Brindisi) Alex D'Amato (Roma) |

|               |            |                                |
| Renzi 21      | Punti      | 20 Miller                      |
| Bray 5        | Assist     | 2 Elliott, Miller, Santiangeli |
| Baldassarre 7 | Rimbalzi   | 13 Elliott                     |
| Lino Lardo    | Allenatori | Maurizio Lasi                  |

| Arbitri: | Stefano Ursi (Livorno) Gianguido Vanni degli Onesti (Corno di Rosazzo) Pasquale Pecorella (Trani) |

|                     |            |               |
| Ricci, Sant-Roos 19 | Punti      | 16 Renzi      |
| Vencato, Young 4    | Assist     | 4 Meini       |
| Poletti 12          | Rimbalzi   | 9 Baldassarre |
| Andrea Zanchi       | Allenatori | Lino Lardo    |

| Arbitri: | Christian Borgo (Dueville) Marco Rudellat (Nuoro) Mauro Ceratto (Castellazzo Bormida) |

|               |            |              |
| Legion 30     | Punti      | 36 Brownlee  |
| Meini 4       | Assist     | 5 Passera    |
| Baldassarre 9 | Rimbalzi   | 12 Brownlee  |
| Lino Lardo    | Allenatori | Andrea Diana |

#### Girone di ritorno
| Arbitri: | Gianfranco Ciaglia (Caserta) Achille Ascione (Caserta) Michele Capurro (Reggio Calabria) |

|               |            |                |
| Gaddefors 31  | Punti      | 35 Legion      |
| Fultz 6       | Assist     | 6 Bray         |
| Landi 8       | Rimbalzi   | 12 Baldassarre |
| Alberto Morea | Allenatori | Lino Lardo     |

| Arbitri: | Mauro Moretti (Marsciano) Paolo Cherbaucich (Trieste) Giampaolo Marota (San Benedetto del Tronto) |

|                |            |                 |
| Legion 23      | Punti      | 10 Bucci        |
| Meini 3        | Assist     | 6 Starks        |
| Baldassarre 10 | Rimbalzi   | 8 Ghersetti     |
| Lino Lardo     | Allenatori | Franco Gramenzi |

| Arbitri: | Mauro Moretti (Marsciano) Paolo Cherbaucich (Trieste) Giampaolo Marota (San Benedetto del Tronto) |

|                   |            |                       |
| Fantoni, Lewis 19 | Punti      | 27 Legion             |
| Lewis 5           | Assist     | 5 Bray                |
| Rosselli 7        | Rimbalzi   | 7 Baldassarre, Legion |
| Luca Bechi        | Allenatori | Lino Lardo            |

| Arbitri: | Andrea Masi (Firenze) Alberto Maria Scrima (Catanzaro) Corrado Triffiletti (Messina) |

|            |            |                    |
| Legion 21  | Punti      | 25 De Nicolao      |
| Meini 5    | Assist     | 5 De Nicolao       |
| Renzi 8    | Rimbalzi   | 6 Monroe           |
| Lino Lardo | Allenatori | Alessandro Ramagli |

| Arbitri: | Alessandro Nicolini (Bagheria) Calogero Cappello (Porto Empedocle) Guido Giovannetti (Terni) |

|            |            |                 |
| Legion 24  | Punti      | 22 Grande       |
| Bray 4     | Assist     | 3 Grande        |
| Legion 13  | Rimbalzi   | 10 Radić        |
| Lino Lardo | Allenatori | Alberto Rossini |

| Arbitri: | Matteo Boninsegna (Paderno Dugnano) Marco Rudellat (Nuoro) Luca Maffei (Preganziol) |

|                          |            |                      |
| M. Holloway, S. Tonut 18 | Punti      | 27 Legion            |
| Tonut 7                  | Assist     | 4 Baldassarre, Meini |
| Holloway 18              | Rimbalzi   | 11 Baldassarre       |
| Eugenio Dalmasson        | Allenatori | Lino Lardo           |

| Arbitri: | Stefano Ursi (Livorno) Martino Galasso (Siena) Valerio Grigioni (Roma) |

|                |            |                 |
| Renzi 21       | Punti      | 26 Evangelisti  |
| Bray 5         | Assist     | 5 Williams      |
| Baldassarre 17 | Rimbalzi   | 7 De Laurentiis |
| Lino Lardo     | Allenatori | Franco Ciani    |

| 22 febbraio 2014, ore 18:00 23ª giornata | turno di riposo | –          | Pall. Trapani |  |
| Allenatori Lino Lardo                    |                 |            |               |  |
|                                          |                 |            |               |  |
|                                          | Allenatori      | Lino Lardo |               |  |

| Arbitri: | Christian Borgo (Dueville) Francesco Terranova (Ferrara) Alessio Fabiani (Altopascio) |

|                      |            |                      |
| Legion 22            | Punti      | 26 Shepherd          |
| Bray 4               | Assist     | 2 Da Ros             |
| Baldassarre, Renzi 9 | Rimbalzi   | 10 Garri             |
| Lino Lardo           | Allenatori | Giovanni Perdichizzi |

| Arbitri: | Eduardo Ciano (Vicopisano) Enrico Bartoli (Trieste) Alessandro Costa (Livorno) |

|                      |            |            |
| Martinoni 24         | Punti      | 18 Renzi   |
| Marshall 10          | Assist     | 3 Bray     |
| Martinoni, Samuels 9 | Rimbalzi   | 6 Renzi    |
| Marco Ramondino      | Allenatori | Lino Lardo |

| Arbitri: | Federico Brindisi (Torino) Alessandro Buttinelli (Roma) Vincenzo Volpe (Savona) |

|               |            |                               |
| Sabbatino 21  | Punti      | 26 Legion                     |
| Malaventura 3 | Assist     | 5 Baldassarre, Meini          |
| Allegretti 16 | Rimbalzi   | 15 Baldassarre, Legion, Renzi |
| Marco Calvani | Allenatori | Lino Lardo                    |

| Arbitri: | Andrea Masi (Firenze) Daniele Caruso (Castel San Giovanni) Daniele Yang Yao (Vigasio) |

|               |            |                       |
| Legion 22     | Punti      | 29 Raymond            |
| Bray, Meini 3 | Assist     | 3 Raymond, Laquintana |
| Baldassarre 9 | Rimbalzi   | 15 Raymond            |
| Lino Lardo    | Allenatori | Fabio Corbani         |

| Arbitri: | Antonio Migotto (San Stino di Livenza) Marco Marton (Conegliano) Alessandro Saraceni (Zola Predosa) |

|               |            |                |
| Borsato 21    | Punti      | 14 Baldassarre |
| Williams 6    | Assist     | 5 Legion       |
| Rocca 13      | Rimbalzi   | 10 Baldassarre |
| Maurizio Lasi | Allenatori | Lino Lardo     |

| Arbitri: | Gianfranco Ciaglia (Caserta) Mauro Belfiore di (Napoli) Guido Giovantti (Terni) |

|               |            |               |
| Ferrero 23    | Punti      | 15 Sant-Roos  |
| Bray, Meini 5 | Assist     | 6 Young       |
| Bray 8        | Rimbalzi   | 6 Poletti     |
| Lino Lardo    | Allenatori | Andrea Zanchi |

| Arbitri: | Alessandro Tirozzi (Bologna) Angelo Valerio Bramante (San Martino Buon Albergo) Marco Scudieri (Maserada sul Piave) |

|                       |            |            |
| Benevelli 15          | Punti      | 21 Renzi   |
| Alibegović 5          | Assist     | 4 Bossi    |
| Brownlee, Cittadini 6 | Rimbalzi   | 10 Renzi   |
| Andrea Diana          | Allenatori | Lino Lardo |

## Statistiche dei giocatori

### In campionato
| Nome                    | Pun  | G  | Min | Falli | Falli | Tiri da 2 | Tiri da 2 | Tiri da 2 | Tiri da 3 | Tiri da 3 | Tiri da 3 | Tiri Liberi | Tiri Liberi | Tiri Liberi | Rimbalzi | Rimbalzi | Rimbalzi | Stop | Stop | Palle | Palle | Ass | Val  | OER |
| Nome                    | Pun  | G  | Min | C     | S     | R         | T         | %         | R         | T         | %         | R           | T           | %           | O        | D        | T        | D    | S    | P     | R     | Ass | Val  | OER |
| ----------------------- | ---- | -- | --- | ----- | ----- | --------- | --------- | --------- | --------- | --------- | --------- | ----------- | ----------- | ----------- | -------- | -------- | -------- | ---- | ---- | ----- | ----- | --- | ---- | --- |
| Renzi Andrea            | 410  | 25 | 797 | 54    | 107   | 136       | 257       | 53        | 14        | 52        | 27        | 96          | 118         | 81          | 50       | 133      | 183      | 17   | 9    | 40    | 18    | 26  | 477  | 1   |
| Legion Alex             | 395  | 18 | 571 | 54    | 57    | 113       | 182       | 62        | 37        | 109       | 34        | 58          | 64          | 91          | 30       | 66       | 96       | 9    | 12   | 47    | 16    | 28  | 341  | 1   |
| Baldassarre Patrick     | 273  | 25 | 752 | 70    | 104   | 67        | 165       | 41        | 22        | 77        | 29        | 73          | 102         | 72          | 44       | 172      | 216      | 18   | 7    | 59    | 19    | 49  | 361  | 0.8 |
| Bray T.J.               | 239  | 25 | 801 | 58    | 46    | 40        | 83        | 48        | 40        | 105       | 38        | 39          | 45          | 87          | 19       | 79       | 98       | 9    | 4    | 45    | 26    | 77  | 274  | 0.9 |
| Ferrero Giancarlo       | 217  | 24 | 498 | 71    | 42    | 44        | 80        | 55        | 35        | 90        | 39        | 24          | 35          | 69          | 18       | 39       | 57       | 4    | 5    | 18    | 7     | 12  | 143  | 1.1 |
| Meini Guido             | 141  | 25 | 667 | 70    | 47    | 26        | 45        | 58        | 22        | 53        | 42        | 23          | 29          | 79          | 19       | 58       | 77       | 0    | 1    | 42    | 32    | 67  | 195  | 0.9 |
| Bossi Stefano           | 97   | 25 | 373 | 32    | 28    | 19        | 42        | 45        | 15        | 51        | 29        | 14          | 18          | 78          | 8        | 34       | 42       | 0    | 4    | 24    | 9     | 33  | 86   | 0.8 |
| Evans Christopher       | 83   | 6  | 171 | 19    | 11    | 25        | 56        | 45        | 8         | 23        | 35        | 9           | 12          | 75          | 8        | 22       | 30       | 2    | 4    | 16    | 8     | 11  | 57   | 0.8 |
| Conti Francesco         | 42   | 19 | 278 | 36    | 12    | 16        | 35        | 46        | 3         | 8         | 38        | 1           | 3           | 33          | 9        | 33       | 42       | 3    | 2    | 19    | 2     | 8   | 26   | 0.7 |
| Urbani Emanuele         | 34   | 14 | 120 | 12    | 6     | 15        | 23        | 65        | 0         | 7         | 0         | 4           | 7           | 57          | 5        | 7        | 12       | 1    | 1    | 3     | 1     | 5   | 25   | 0.9 |
| De Vincenzo Giangiacomo | 5    | 13 | 36  | 8     | 3     | 2         | 7         | 29        | 0         | 2         | 0         | 1           | 2           | 50          | 2        | 3        | 5        | 0    | 2    | 1     | 1     | 0   | -5   | 0.5 |
| Felice Riccardo         | 0    | 2  | 1   | 0     | 0     | 0         | 0         | 0         | 0         | 0         | 0         | 0           | 0           | 0           | 0        | 0        | 0        | 0    | 0    | 0     | 0     | 1   | 1    | 0   |
| Totali stagionali       | 1936 | 26 |     | 484   | 463   | 503       | 993       | 51        | 196       | 577       | 34        | 342         | 435         | 79          | 212      | 646      | 858      | 63   | 51   | 314   | 139   | 317 | 1963 |     |